# 大塚舞
大塚舞（10月18日—）是日本埼玉縣出身的女性動畫師和人物設計師。

## 經歷
- 出身於SHAFT，但目前則是自由身。

## 參加作品

### 電視動畫
- 我女友與青梅竹馬的慘烈修羅場（人物設計、總作畫監督）
- 悠悠哉哉少女日和（人物設計、總作畫監督、作畫監督）
- 噬血狂襲（作畫監督）
- 放學後的昴星團（人物設計、總作畫監督、作畫監督、原畫）
- 悠悠哉哉少女日和 Repeat（人物設計、總作畫監督、作畫監督）
- 田中君總是如此慵懶（道具設計、總作畫監督）
- 這個美術社大有問題！（人物設計、總作畫監督、作畫監督、OP作畫監督、ED作畫監督）
- 烏菈菈迷路帖（人物設計、總作畫監督、OP作畫監督）
- 愛麗絲與藏六（作畫監督）
- 異世界食堂（總作畫監督）
- 如果有妹妹就好了。（總作畫監督、作畫監督）
- 爆肝工程師的異世界狂想曲（作畫監督）
- YU-NO 在這世界盡頭詠唱愛的少女（人物設計）
- 淘氣貓2020（人物設計）
- 街角魔族（總作畫監督、作畫監督）
- 灼眼的夏娜（人物設計、總作畫監督）
- Summer Pockets（人物設定、作畫監督）

### OVA
- 东京糖衣巧克力（原畫）
- 灼眼的夏娜S（人物設計、總作畫監督）
- 今日、恋をはじめます（日语：今日、恋をはじめます）（原畫）

2016年
- 悠悠哉哉少女日和 Repeat（總作畫監督、OP作畫監督、ED作畫監督、原畫）※原作第10卷附贈OAD特裝版

### 電影
- 灼眼的夏娜 劇場版（人物設計、總作畫監督）
- 宵星傳奇 〜The First Strike〜（原畫）
- 劇場版_機動戰士GUNDAM00 -A wakening of the Trailblazer-（原畫）
- 小丸子與小山 （人物設計）

### 遊戲
- Fate/tiger colossum（原畫）

## 關聯條目
- SHAFT